# 葡萄碘泡虫
葡萄碘泡虫（学名：Myxobolus acinosus）为碘泡科碘泡虫属的动物。在中国，分布于湖北、浙江、武陵山地区等，营寄生生活，寄生在镜鲤、鲤、鲫的鳃。